# 姫島灯台
姫島灯台（ひめしまとうだい）は、大分県国東半島沖の姫島東端の柱ケ岳に立つ灯台である。保存灯台（Bランク）に指定されている。

## 概要
山口県徳山市で産出した花崗岩を用いた石造の灯台である。灯塔は3階建てで、1階が燃料室、2階が当直室、3階が灯室として用いられた。灯台の脇にはかつての吏員退息所がある。
現在、灯台の周囲は公園として整備され、桜の名所となっている。旧吏員退息所は休憩所として利用されている。

## 歴史
瀬戸内海西部で、周防灘と伊予灘との境界に位置する姫島は古くから海上交通の要衝であった。1605年（慶長10年）に小倉藩初代藩主の細川忠興が、姫島西南端で篝火を焚いて航行する船に便宜を与え、これに倣って諸国で烽火が設けられるようになったとの記録が残っており、姫島を日本における航路標識の発祥の地とする説もある。
1902年（明治35年）、姫島に航路標識を設置することが決定され、総工費42,360円が費やされ、1904年（明治37年）3月20日に姫島灯台が竣工、初点灯した。
- 1905年（明治38年）8月22日瀬戸内海姫島灯台付近でイギリス船「バラロング」と軍用船「金城丸」が衝突し「金城丸」が沈没。165人が死亡・行方不明。

初点灯から1970年（昭和45年）3月までは灯台守が置かれたが、同年4月に自動化され無人となった。以降、佐賀関航路標識事務所が管理してきたが、統合により、1993年（平成5年）4月からは大分航路標識事務所が、2004年（平成16年）4月からは大分海上保安部が管理している。